# 펠릭스 수비사레타
펠릭스 수비사레타 에스펠레타(스페인어: Félix Zubizarreta Ezpeleta; 1894년 5월 3일, 바스크 주 빌바오 ~ 1943년 날짜 미상, 카라카스)는 스페인의 전 축구 선수로, 1913년과 1917년 사이에 아틀레틱 빌바오에서 4년을 활약했다.

## 클럽 경력
그는 코파 델 레이에서 7골을 기록하였고, 대회에서 3년 연속 우승을 거두었다: 1914, 1915, 1916. 그는 마드리드 축구단과의 1916년 결승전에서는 해트트릭을 기록해 아틀레틱의 4-0 승리를 견인하기도 하였다.

## 사생활
그의 가족은 스페인 내전이 터지자 베네수엘라로 피난을 떠났다. 그의 손자 이케르 수비사레타는 베네수엘라를 대표로 1980년 하계 올림픽에 참가하기도 하였다.

## 수상
- 코파 델 레이: 1914, 1915, 1916
- 비스카이아 선수권 대회: 1913–14, 1914–15, 1915–16